# Helena Michaelsen
Helena Iren Michaelsen (Evje, 2 juni 1977) is een Noors singer-songwriter. Ze zingt in de Nederlandse band Imperia en het soloproject Angel. Michaelsen is een voormalig lid van Trail of Tears en Sahara Dust (nu Epica).

## Carrière
Michaelsen startte haar zangcarrière in 1997 als vocalist in de gothic metalband Trail of Tears. Een jaar later kwam de band met haar debuutalbum Disclosure in Red waar zij de altvocalen voor haar rekening nam en bijdroeg aan de teksten. In 2000 kwam de band met het album Profoundemonium waar Michaelsen ook op de horen is. Kort daarna verliet ze Trail of Tears en werd opgevolgd door Cathrine Paulsen.
In 2002 werd Michaelsen geselecteerd door Mark Jansen als nieuwe vocalist voor zijn band Sahara Dust, maar ze verliet de band niet lang daarna. Haar plek werd ingenomen door Simone Simons, en de bandnaam Sahara Dust werd hernoemd naar Epica.
In 2004 ging Michaelsen samenwerken met Steve Wolz, de voormalig drummer van Sahara Dust. Zij vormden samen de band Imperia. Ze namen een coverversie van "The Lotus Eaters" van Dead Can Dance op. Deze muziek kwam als bonusnummer op het album van Imperia, The ancient dance of Qetesh.

## Discografie

### Trail of Tears
- When Silence Cries... (1997, demo)
- Disclosure in Red (1998)
- Profoundemonium (2000)

### Imperia
- The Ancient Dance of Qetesh (2004)
- The Queen of Light (2007)
- Secret Passion' (2011)
- Tears Of Silence (2015)
- Flames Of Eternity (2019)

### Angel
- A Woman's Diary - Chapter I (2005)
- A Woman's Diary - Chapter II (2020)
- A Woman's Diary - The Hidden Chapter (2020)